# V-Rally 2
V-Rally 2 — игра из серии Need for Speed с раллийной тематикой. Другое название — Need for Speed: V-Rally 2. В отличие от остальных игр серии, эту игру разрабатывала не Electronic Arts, а Eden Studios. В PS1-версии включена возможность игры до четырёх игроков через PlayStation Multitap.
В игре есть несколько режимов, включая карьеру, где игрок может создать свою команду и управлять ею, участвуя в различных гоночных мероприятиях по всему миру. В режиме быстрой игры игрок может выбрать любой доступный автомобиль и трассу и сразиться с компьютерными противниками.
V-Rally 2 включает в себя более 80 лицензированных автомобилей от таких производителей, как Toyota, Mitsubishi, Subaru, Ford и другие. Игроки могут улучшать и настраивать свои автомобили, чтобы они соответствовали требованиям различных трасс.
Гоночные трассы в V-Rally 2 разнообразны и включают в себя гравийные, снежные, асфальтные и другие типы покрытий. Игроки должны учитывать условия погоды и поведение своих автомобилей, чтобы достичь наилучшего времени круга.
V-Rally 2 получила положительные отзывы критиков за свою графику, звук и игровой процесс. Она стала популярной среди любителей гоночных игр и имеет множество последователей.
Кроме основных режимов, в V-Rally 2 также есть режим многопользовательской игры, где игроки могут соревноваться друг с другом в онлайн-игре или на одном экране, используя разделенный экран. Это позволяет игрокам наслаждаться игрой с друзьями или семьей и повысить уровень конкуренции.
Графика в V-Rally 2 была продвинутой для своего времени, с детальной 3D-моделью автомобилей и трасс, реалистичными эффектами погоды и света. Игра также имела качественный звук, включая реалистичные звуки двигателей и другие звуки окружающей среды.
V-Rally 2 была второй игрой в серии V-Rally и успешно продолжила ее традиции, став одной из лучших гоночных игр своего времени. В последующих годах были выпущены другие игры в серии, такие как V-Rally 3 и V-Rally 4, но V-Rally 2 до сих пор остается популярной среди фанатов гоночных игр.

## Отзывы
| Сводный рейтинг      | Сводный рейтинг            |
| Агрегатор            | Оценка                     |
| -------------------- | -------------------------- |
| GameRankings         | 81,42 % (PS) 82,32 % (SDC) |
| Иноязычные издания   |                            |
| Издание              | Оценка                     |
| AllGame              | [ 6 ]                      |
| GameSpot             | [ 7 ]                      |
| IGN                  | [ 8 ]                      |
| PlayStation Magazine | 10/10                      |

Игру встретили положительными отзывами. Allgame дал 3.5 из 5. GameSpot дал 7.9 из 10 и похвалил версию на PlayStation. IGN дал 8.5 из 10, похвалил PS-версию за графику, звуковые эффекты. Игра стала популярной среди любителей гоночных игр и имеет множество последователей.